# Kuiyong
Kuiyong (kinesiska: 葵涌) är ett stadsdelsdistrikt i staden Shenzhen i provinsen Guangdong i sydöstra Kina. Det ligger i stadsdistriktet Dapeng. Antalet invånare vid folkräkningen 2020 var 81 656.